# Поллинг (Вайльхайм)
Поллинг (нем. Polling) — община в Германии, в земле Бавария.
Подчиняется административному округу Верхняя Бавария. Входит в состав района Вайльхайм-Шонгау. Население составляет 3252 человека (на 31 декабря 2010 года). Занимает площадь 29,22 км².